# Arsinoitherium giganteum
Arsinoitherium giganteum (лат.) — крупнейший и позднейший вид рода арсинойтериев. Жил во времена олигоцена (хаттский век) на территории современной Эфиопии.

## Описание
Высота Arsinoitherium zitteli в холке около 2,1 м. На морде у него была пара растущих рядом мощных рогов.
Как и другие арсинойтериевые эти звери были растительноядными и вели, скорее всего, полуводный образ жизни.

## Места и древность находок
Вид описан в 2004 году по голотипу CH69−1 — верхней челюсти.
Известны разрозненные кости представителей этого вида, найденных в олигоценовых отложениях Эфиопии.